# Joan Puig i Cordon
Joan Puig i Cordon (Malgrat de Mar, 6 de maig del 1959) és un polític català, diputat al Congrés dels Diputats en la VIII Legislatura.

## Biografia
Ha treballat com a gerent d'una societat anònima laboral. Ingressà a ERC el 1992, partit amb el qual fou escollit regidor de Blanes a les eleccions municipals del 1995 i reescollit a les eleccions del 1999, 2003 i 2007, on ha ocupat diferents responsabilitats, entre les quals la de tinent d'alcalde. Ha estat president del Consell Comarcal de la Selva del 1999 al 2003 i vicepresident de la Diputació de Girona entre el 2003 i el 2004. Fou elegit diputat per la circumscripció de Girona a les eleccions generals espanyoles del 2004.
L'any 2005 va protagonitzar una protesta (que va tenir àmplia repercussió mediàtica) en la finca de Pedro J. Ramírez, director del diari El Mundo. Segons els participants en la protesta la fi era denunciar l'incompliment de la legislació estatal de Costes i concretament una piscina i terrassa que segons ells es trobava en sòl públic i que posteriorment va ser constatat per Medi ambient. Aquest succés i la seva forma d'accedir a la piscina (en banyador i amb el carnet de diputat a la boca) l'ha convertit en un personatge conegut i les seves actuacions i manifestacions han estat diverses vegades envoltades de polèmica.
Ha liderat l'empresa Catmèdia Global, que controla el diari digital La República.